# Robert Shaye
Robert Shaye, znany też jako Bob Shaye (ur. 3 marca 1939 w Detroit) – amerykański reżyser i producent filmowy, aktor, a także biznesmen. Wraz z Michaelem Lynne założyciel należącej obecnie do Warner Bros. wytwórni New Line Cinema. Stał się szerzej znany po komercyjnym sukcesie cyklu horrorów Koszmar z ulicy Wiązów, którego był producentem. Brat aktorki Lin Shaye.